# Сенницкий сельский округ
Сенницкий сельский округ — упразднённая административно-территориальная единица, существовавшая на территории Озёрского района Московской области в 1994—2006 годах.
Сенницкий сельсовет был образован в первые годы советской власти. К концу 1920-х годов он входил в состав Зарайской волости Зарайского уезда Рязанской губернии.
В 1929 году Сенницкий сельсовет вошёл в состав Озёрского района Коломенского округа Московской области.
17 июля 1939 года к Сенницкому с/с было присоединёно селение Климово Полурядниковского с/с.
В начале 1950-х годов из Сенницкого с/с в Полурядниковский было возвращено селение Климово. Одновременно из Сосновского с/с в Сенницкий было передано селение Трегубово.
3 июня 1959 года Озёрский район был упразднён и Сенницкий с/с был передан в Коломенский район.
20 августа 1960 года к Сенницкому с/с был присоединён Полурядниковский с/с.
1 февраля 1963 года Коломенский район был упразднён и Сенницкий с/с вошёл в Коломенский сельский район. 11 января 1965 года Сенницкий с/с был возвращён в восстановленный Коломенский район.
17 августа 1965 года из Клишинского с/с в Сенницкий было передано селение Старое.
7 июня 1968 года из Сенницкого с/с в Сосновский было возвращено селение Трегубово.
13 мая 1969 года Сенницкий с/с был передан в восстановленный Озёрский район.
30 мая 1978 года в Сенницком с/с деревня Ряденки была присоединена к деревне Полурядинки.
3 февраля 1994 года Сенницкий с/с был преобразован в Сенницкий сельский округ.
В ходе муниципальной реформы 2004—2005 годов Сенницкий сельский округ прекратил своё существование как муниципальная единица. При этом все его населённые пункты были переданы в сельское поселение Клишинское.
29 ноября 2006 года Сенницкий сельский округ исключён из учётных данных административно-территориальных и территориальных единиц Московской области.